# 国民训
国民训是满洲国国务院于康德九年（即公元1942年）12月8日所发布的一则国民训词，由时任满洲国国务总理大臣张景惠所作。其内容强调“唯神之道”等皇国史观理念，在满洲国时期是当时其境内各学校学生所需必背的文章之一。

## 原文

### “满洲语”版
一　國民須念建國淵源發於惟神之道，致崇敬於天照大神，盡忠誠於皇帝陛下。

一　國民須以忠孝仁義爲本，民族協和，努力於道義國家之完成。
一　國民須尚勤勞，廣公益，鄰保相親，精勵職務，貢獻於國運之隆昌。
一　國民須剛毅自立，尊節義，重廉恥，以禮讓爲先，企圖國風之顯揚。

一　國民須擧總力實現建國理想，邁進於大東亞共榮之達成。